# Chen (gen)
Chen este un gen de păsări anseriforme, din familia Anatidae (subfamilia Anserinae) care include 3 specii de gâște albe.

## Specii

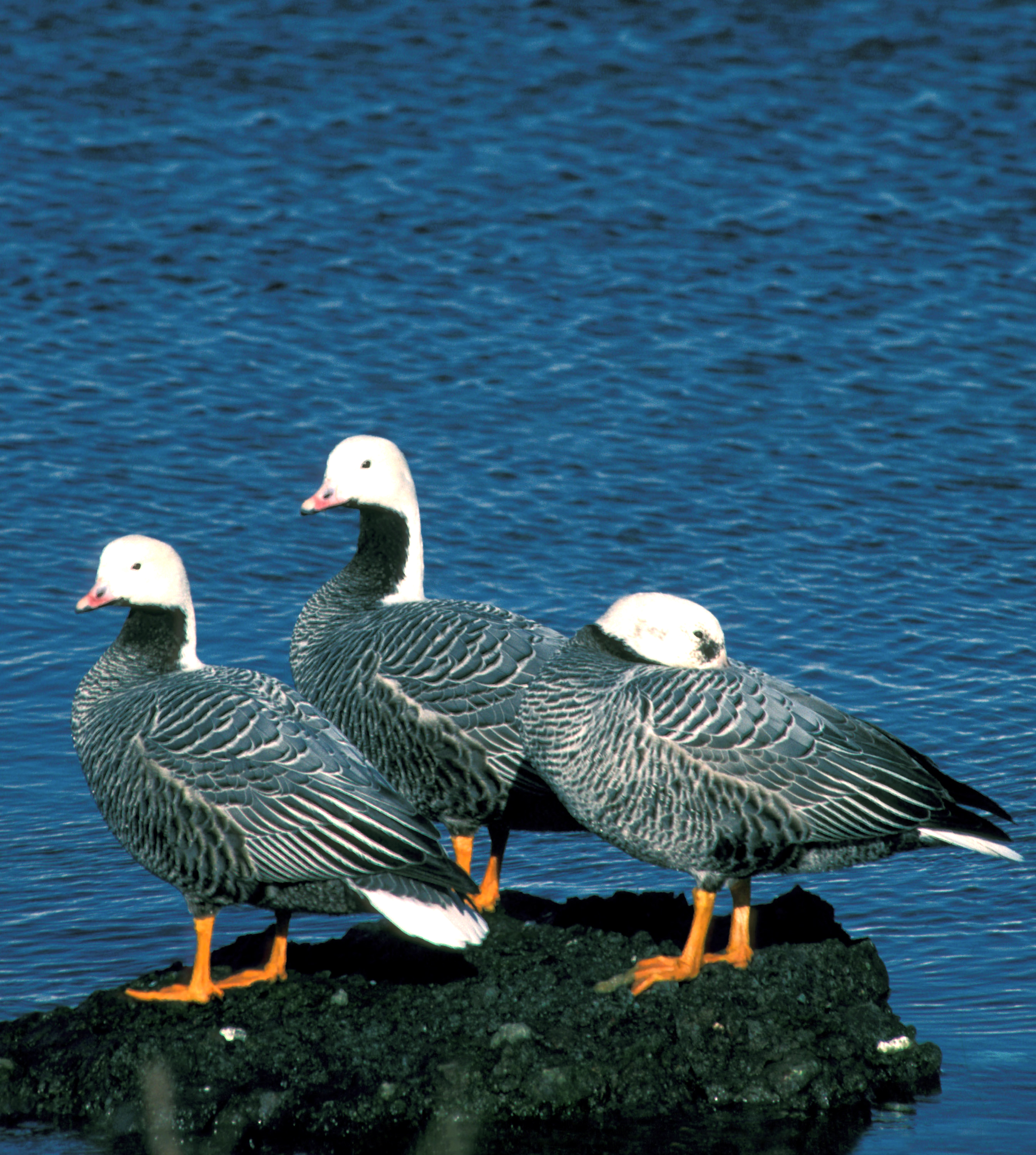
Chen caerulescens
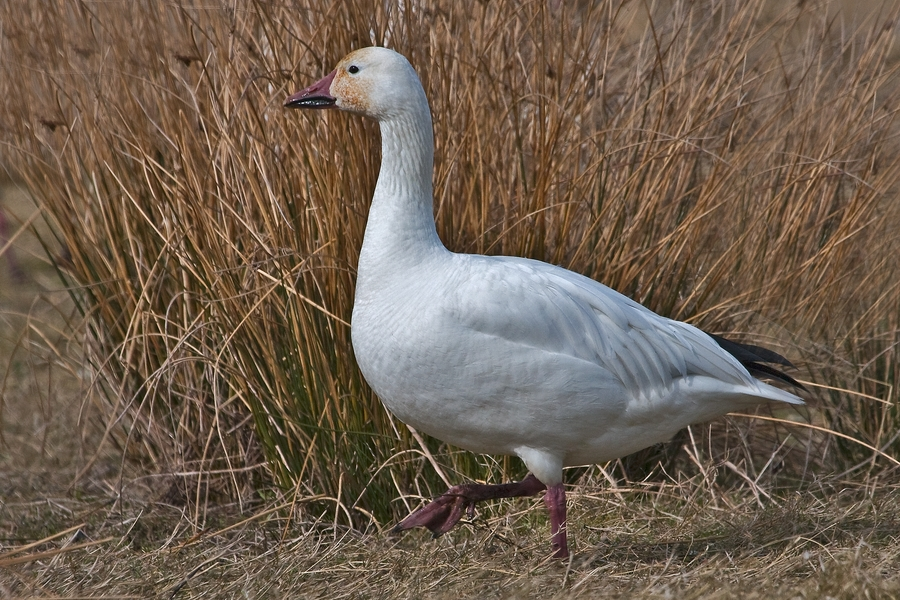
Chen rossii
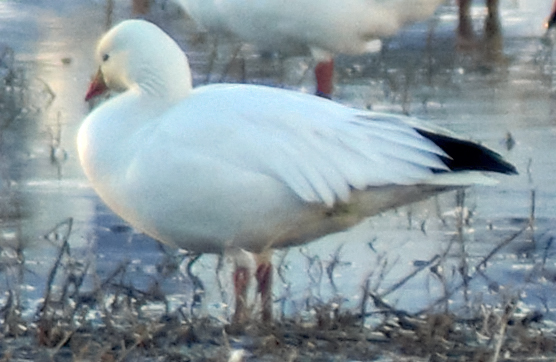
Chen canagica

- Chen canagica
- Chen caerulescens
- Chen rossii